# Head River
Head River är ett vattendrag i Kanada.   Det ligger i provinsen Ontario, i den sydöstra delen av landet, 290 km väster om huvudstaden Ottawa.
I omgivningarna runt Head River växer i huvudsak blandskog. Runt Head River är det glesbefolkat, med 17 invånare per kvadratkilometer.